# Aterratge suau

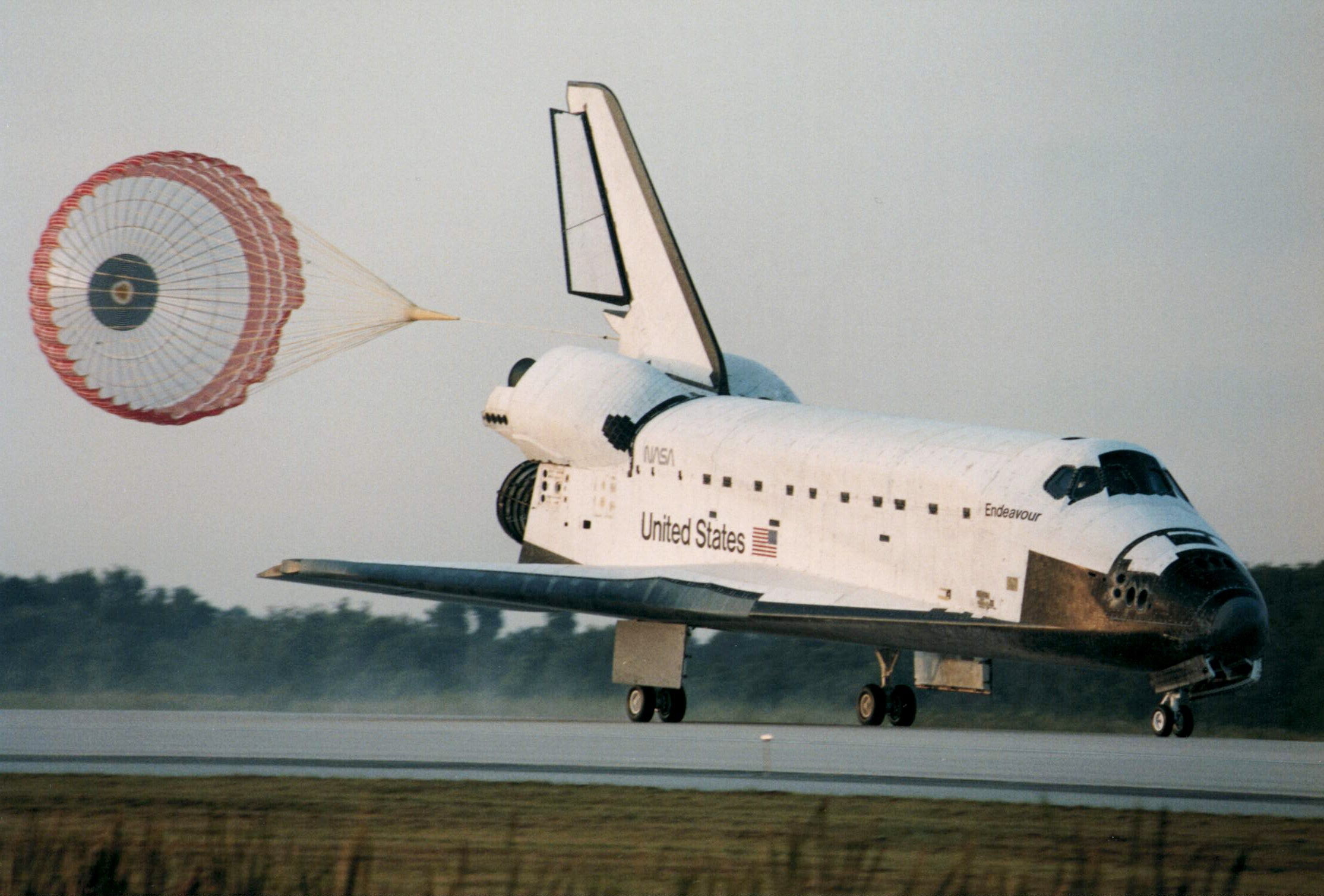
El transbordador Espacial durant l'aterratge suau

Un aterratge suau (o controlat) és l'aterratge de qualsevol tipus d'aeronau, coet o nau espacial-mòdul de descens que no resulta en danys o destrucció del vehicle o cap objecte d'abord.
Això pot ser assolit a través dels següents mètodes
- paracaigudes —sovint sobre l'aigua.
- aterratge de coet propulsat en vertical, sovint referit com a VTVL (vertical landing referit com a VTOL, és normalment utilitzat per l'aterratge d'aeronaus a nivell, en comptes de coets — per primera vegada aconseguit a través d'una etapa de coet orbital el 22 de desembre de 2015).
- aterratge horitzontal com el Transbordador Espacial també conegut com a VTHL.
- captura aèria com el Genesis i seguit per alguna altra forma d'aterratge.

L'aterratge suau pot ser contrastat amb el terme aterratge dur.